# 愛的行板
《愛的行板》（韓語：사랑의 안단테），為韓國自2024年8月7日起於有線頻道Lifetime播出的水木連續劇，由電視劇《想品嚐一下味道嗎？》导演的尹柳海和编剧金妍兒合作打造，權玄彬與宋知佑主演。OTT平台TVING、Watcha於次日跟播，海外則透過在北美、中南美洲、歐洲和大洋洲提供服務的Wave America播出，預計9月透過日本KNTV播映。10月20日於日本大阪松下IMP Hall內舉行的「韓劇精選2024」活動中放映濃縮精華版。

## 劇情概要
此劇講述由於AI智慧系統在選擇和平村居民時出現錯誤，來自首爾的鋼琴家林柱亨意外地與來自平壤的藥學博士河娜京住在一起而展開的浪漫喜劇。

## 演員陣容
- 權玄彬 飾演 林柱亨：從小被譽為神童，居住於首爾的世界知名鋼琴家。[4]
- 宋知佑 飾演 河娜京：北韓高級官員的女兒、來自平壤的藥學博士，與她的外表相反，是個理性而堅強的人。[5]
- 許智媛 飾演 金珠輝：韓國社群媒體內容創作者兼網路漫畫作家。
- 奇炫佑 飾演 南京浩：與肌肉發達的身體和生硬的外表相反，他是一個集虛張聲勢和健談於一身的“反向魅力”的人。
- 金寶拉 飾演 朴丹素：冷靜、別緻的韓國醫生。感受到身為一名合約工的現實局限性，每年必須在首爾的大學醫院續約才能生存，於是選擇和平村作為人生的轉折點。[6]
- 安志煥 飾演 朴俊模：韓國政府官員。[7]
- 金基賢 飾演 李章洙：北韓的管理者。[7]
- 洪準基 飾演 具振相：北韓內科醫生。
- 金善濟 飾演 韓燦榮：林柱亨的經紀人。

## 外部連結
- Daum上《愛的行板》的資料